# Логоварди
Логоварди (на македонска литературна норма: Логоварди) е село в община Битоля на Северна Македония.

## География
Селото се намира на 580 m надморска височина, в областта Пелагония, източно от Битоля, на десния бряг на Църна река.

## История
Според местна легенда името на селото идва от разположения тук турски военен лагер.
В XIX век Логоварди е село в Битолска кааза на Османската империя. Църквата „Свети Георги“ е възрожденска. Според статистиката на Васил Кънчов („Македония. Етнография и статистика“) от 1900 година Логоварди има 420 жители, всички българи християни.
На Етнографската карта на Битолския вилает на Картографския институт в София от 1901 година Логоварди (Чекръкчи) е чисто българско село в Битолската каза на Битолския санджак с 66 къщи.
Цялото население на селото е под върховенството на Българската екзархия. По данни на секретаря на екзархията Димитър Мишев („La Macédoine et sa Population Chrétienne“) в 1905 година в Логоварди има 480 българи екзархисти и функционира българско училище.
В 1981 година селото има 1272 жители. Голяма част от жителите на селото се изселват в Битоля, Скопие, презокеанските земи и в Европа. Според преброяването от 2002 година селото има 699 жители самоопределили се както следва:
| Националност     | Всичко |
| северномакедонци | 696    |
| албанци          | 0      |
| турци            | 0      |
| роми             | 0      |
| власи            | 0      |
| сърби            | 1      |
| бошняци          | 0      |
| други            | 2      |